# OS Возничего
OS Возничего (лат. OS Aurigae) — одиночная переменная звезда в созвездии Возничего на расстоянии (вычисленном из значения параллакса) приблизительно 42635 световых лет (около 13072 парсеков) от Солнца. Видимая звёздная величина звезды — от +14,5m до +13,8m.

## Характеристики
OS Возничего — красная углеродная пульсирующая медленная неправильная переменная звезда (LB) спектрального класса C. Эффективная температура — около 3502 К.